# Artur Pawlak
Artur Pawlak (ur. 13 lutego 1974 w Koninie, zm. 21 czerwca 1993 w Zielonej Górze) – polski żużlowiec.
Licencję żużlową zdobył w 1990 r., w tym samym roku debiutując w rozgrywkach I ligi żużlowej. Przez cały okres startów reprezentował barwy Falubazu (Morawskiego) Zielona Góra, w 1991 r. zdobywając tytuł Drużynowego Mistrza Polski. W latach 1991 (w Gorzowie Wielkopolskim) i 1992 (w Toruniu) dwukrotnie zdobył brązowe medale Młodzieżowych Mistrzostw Polski Par Klubowych. W 1992 r. zdobył Drużynowy Puchar Polski, wystąpił w finałach Młodzieżowych Indywidualnych Mistrzostw Polski (Tarnów, XI m.) i Młodzieżowych Drużynowych Mistrzostw Polski (Bydgoszcz, IV m.), jak również w finale "Srebrnego Kasku" (Grudziądz, IV m.). W 1993 r. zdobył w Grudziądzu srebrny medal Mistrzostw Polski Par Klubowych.
Zmarł 21 czerwca 1993 r. na skutek obrażeń, które odniósł podczas wypadku w trakcie towarzyskiego meczu Morawskiego Zielona Góra z Polonią Piła w dniu 6 czerwca 1993 roku.

## Drużynowe Mistrzostwa Polski - Sezon Zasadniczy Najwyższej Klasy Rozgrywkowej[1]
| Sezon | Klub                  | Miejsce | Liga   | Średnia/bg | Średnia/mc | Pkt     | Bonusy | Razem   | Komplety | Biegi | Mecze |
| ----- | --------------------- | ------- | ------ | ---------- | ---------- | ------- | ------ | ------- | -------- | ----- | ----- |
| 1990  | Falubaz Zielona Góra  | 7       | 1 Liga | 0,000      | 0,000      | 0 (78)  | 0      | 0 (78)  | 0        | 2     | 2     |
| 1991  | Morawski Zielona Góra |         | 1 Liga | 0,810 (55) | 2,000 (55) | 14 (66) | 3      | 17 (66) | 0        | 21    | 7     |
| 1992  | Morawski Zielona Góra | 4       | 1 Liga | 0,800      | 1,625      | 13 (91) | 3      | 16 (89) | 0        | 20    | 8     |
| 1993  | Morawski Zielona Góra | 6       | 1 Liga | 1,394      | 5,000      | 35 (71) | 11     | 46 (65) | 0        | 33    | 7     |

W nawiasie podane jest miejsce w danej kategorii (śr/m oraz śr/b - przy założeniu, że zawodnik odjechał minimum 50% spotkań w danym sezonie)